# 白石聖 (ボクサー)
白石 聖（しらいし じょう、1996年11月26日 - ）は、日本のプロボクサー。愛媛県新居浜市出身。第3代日本フライ級ユース王者。志成ボクシングジム所属。

## 来歴
中学卒業後、世界チャンピオンを目指し単身で大阪に移り住み井岡ジムでプロライセンス取得。アマチュア経験なし。
2016年5月16日のプロデビュー戦は2回TKO勝ち。
2017年西日本フライ級新人王として、東軍代表薮崎賢人を相手に5回3-0（50-46、50-45×2）の判定勝ちを収めて全日本新人王を獲得した。
そして2019年9月16日に大阪府立体育会館第2競技場で湊義生と日本ユースフライ級王座決定戦を行い、8回3-0（79-74×3）判定勝ちを収めて日本ユース王座獲得に成功。
2019年12月28日、大阪府立体育会館第二競技場で鷲尾樹貴也を相手に日本ユースフライ級タイトルマッチを行い、1回2分9秒TKO勝ちを収め、ユース王座の初防衛に成功した。
2021年12月21日　志成ジムに移籍。
2022年11月15日、2年11か月ぶりの復帰戦としてジャッカパンセーントーンと対戦し、2R1分42秒KO勝ちを収めた。
2023年4月15日に韓国仁川・パラダイスシティのTBプロモーション興行でアンソニー・オラスクアガと対戦する予定だったが、オラスクアガがWBO世界ライトフライ級王者のジョナサン・ゴンサレスの代役としてWBAスーパー・WBC世界ライトフライ級統一王者の寺地拳四朗と急遽対戦することとなり、試合は中止となった
。
2023年7月1日、後楽園ホールでWBOアジアパシフィックスーパーフライ級王者の中川健太とWBOアジアパシフィック同級タイトルマッチを行うも、12回0-3（113-115、112-115、111-117）で敗れ王座獲得に失敗。
2025年8月12日、後楽園ホールでWBOアジアパシフィックスーパーフライ級王者の川浦龍生とWBOアジアパシフィック同級タイトルマッチを行うも、10回0-3（93-97、92-98×2）の判定負けを喫しまたも王座獲得に失敗、白石は試合後に過度な減量の影響により脱水症状を訴えて病院に搬送され、血液検査で肝臓の数値が悪化したため入院した。当初は12回戦で行われる予定だったが、同年8月2日に後楽園ホールにおいて行われた興行でメインイベントで行われたOPBF東洋太平洋スーパーフェザー級タイトルマッチで王者の波田大和と対戦した挑戦者の神足茂利が引き分け判定後に、日本ライト級挑戦者決定戦で齊藤陽二と対戦した浦川大将が8回TKO負けを喫した後に意識不明となり搬送先の病院で急性硬膜下血腫と診断され開頭手術を受け、神足が6日後の同年8月8日に、浦川が7日後の同年8月9日にリング禍により相次いで死去したことを受けてラウンド数が10回戦に短縮された。

## 戦績
- プロボクシング - 15戦12勝（6KO）2敗1分

| 戦           | 日付           | 勝敗 | 時間    | 内容    | 対戦相手                     | 国籍         | 備考                                            |
| ------------ | -------------- | ---- | ------- | ------- | ---------------------------- | ------------ | ----------------------------------------------- |
| 1            | 2016年5月16日  | ☆    | 2R 1:02 | TKO     | 森下嵩弘（エディタウゼント） | 日本         | プロデビュー戦 2016年度西日本フライ級新人王予選 |
| 2            | 2016年7月18日  | △    | 4R      | 判定0-1 | 那須亮祐（グリーンツダ）     | 日本         | 2016年度西日本フライ級新人王準決勝              |
| 3            | 2016年11月11日 | ☆    | 1R 2:29 | TKO     | 中山慶伍（駿河）             | 日本         |                                                 |
| 4            | 2017年4月2日   | ☆    | 4R      | 判定3-0 | 中澤誠也（本橋）             | 日本         | 2017年度西日本フライ級新人王準決勝              |
| 5            | 2017年9月17日  | ☆    | 4R      | 判定3-0 | 湊義生（JM加古川）           | 日本         | 2017年度西日本フライ級新人王決勝                |
| 6            | 2017年11月12日 | ☆    | 4R      | 判定3-0 | 近藤冬真（蟹江）             | 日本         | 2017年度フライ級新人王西軍代表決定戦            |
| 7            | 2017年12月23日 | ☆    | 5R      | 判定3-0 | 薮﨑賢人（セレス）           | 日本         | 2017年度全日本フライ級新人王決定戦              |
| 8            | 2018年9月2日   | ☆    | 2R 1:59 | KO      | スティヴァヌス・ナナ・ブー   | インドネシア |                                                 |
| 9            | 2019年4月21日  | ☆    | 5R 1:39 | KO      | アンドリュー・ラウリキ       | フィリピン   |                                                 |
| 10           | 2019年9月16日  | ☆    | 8R      | 判定3-0 | 湊義生（JM加古川）           | 日本         | 日本フライ級ユース王座決定戦                    |
| 11           | 2019年12月28日 | ☆    | 1R 2:09 | TKO     | 鷲尾樹貴也（千里馬神戸）     | 日本         | 日本ユース防衛1                                 |
| 12           | 2022年11月15日 | ☆    | 2R 1:42 | KO      | ジャッカパン・セーントーン   | タイ         |                                                 |
| 13           | 2023年7月1日   | ★    | 12R     | 判定0-3 | 中川健太（三迫）             | 日本         | WBOアジア太平洋スーパーフライ級タイトルマッチ   |
| 14           | 2024年12月31日 | ☆    | 8R      | 判定3-0 | 佐藤剛（角海老宝石）         | 日本         |                                                 |
| 15           | 2025年8月12日  | ★    | 10R     | 判定0-3 | 川浦龍生（三迫）             | 日本         | WBOアジア太平洋スーパーフライ級タイトルマッチ   |
| テンプレート |                |      |         |         |                              |              |                                                 |

## 獲得タイトル
- 全日本フライ級新人王
- 第3代日本フライ級ユース王座（防衛1=返上）